# Gertenbach
Gertenbach is een deel van de gemeente Witzenhausen in het district Werra-Meißner-Kreis in het noorden van Hessen in Duitsland. Gertenbach telt ongeveer 950 inwoners.
Gertenbach heeft een halte aan de spoorlijn Halle - Kassel.
Gertenbach is een van oorsprong Hoogduits sprekende plaats, en ligt aan de Uerdinger Linie. 